# Mega Man: Dr. Wily's Revenge
Mega Man: Dr. Wily's Revenge, conhecido no Japão como Rockman World (ロックマンワールド, Rokkuman Wārudo), é um jogo eletrônico de ação e plataforma desenvolvido pela Minakuchi Engineering e publicado pela Nintendo na Europa e pela Capcom no resto do mundo. É o primeiro jogo da série Mega Man para Game Boy.

## Recepção
A recepção geral da crítica para Mega Man: Dr. Wily's Revenge tem sido acima da média, uma opinião popular sendo que o jogo mantém a jogabilidade de corrida e tiro respeitável das primeiras entradas do NES na série. Os revisores também comentaram sobre o alto nível de dificuldade do jogo. Craig Skistimas do ScrewAttack afirmou que certas partes do jogo simplesmente exigem que alguém tenha jogado antes para ter sucesso.